# NGC 7779
NGC 7779 é uma galáxia espiral (S0-a) localizada na direcção da constelação de Pisces. Possui uma declinação de +07° 52' 34" e uma ascensão recta de 23 horas, 53 minutos e 26,6 segundos.
A galáxia NGC 7779 foi descoberta em 12 de Novembro de 1784 por William Herschel.